# Жаднов Зіновій Якович
Зіновій Якович Жаднов (жовтень 1904, село Сосновка Ардатовського повіту Нижньогородської губернії, тепер Павловського району Нижньогородської області, Російська Федерація — розстріляний 28 серпня 1938, місто Москва) — радянський партійний діяч, 1-й секретар Марійського обласного комітету ВКП(б). Депутат Верховної Ради СРСР 1-го скликання (1937—1938).

## Біографія
Народився в жовтні 1904 року в родині робітника млина. З 1913 по 1914 рік навчався в чотирикласній сільській школі в селі Сосновка Нижньогородської губернії.
З лютого по вересень 1917 року — котлочист млина Бугрова на станції Сейма Нижньогородської залізниці. У вересні 1917 — серпні 1919 року — знімальник на ватдагах і розсильний Молцовської фабрики в місті Канавіно Нижньогородської губернії.
У вересні 1919 — березні 1920 року — учень слюсаря профтехшколи в місті Горбатові Нижньогородської губернії. У 1920 році вступив до комсомолу.
У березні 1920 — лютому 1921 року — підручний слюсаря державного млина на станції Сейма Нижньогородської залізниці.
У лютому 1921 — березні 1924 року — слюсар Сормовського заводу Нижньогородської губернії.
У березні — червні 1924 року — секретар Мисовського волосного комітету комсомолу (РКСМ) на станції Сейма Нижньогородської губернії.
Член РКП(б) з квітня 1924 року.
У червні 1924 — березні 1925 року — відповідальний секретар Лукояновського повітового комітету РКСМ Нижньогородської губернії.
У березні 1925 — травні 1927 року — відповідальний секретар Нижньогородського міськрайонного комітету ВЛКСМ.
У травні 1927 — січні 1929 року — інструктор Нижньогородської губернської ради профспілок.
У січні — серпні 1929 року — секретар партійного комітету ВКП(б) Нижньогородського тресту «Міськтрамвай». У серпні 1929 — серпні 1930 року — секретар партійного комітету ВКП(б) Нижньогородського радіо-телефонного заводу імені Леніна.
У серпні 1930 — березні 1931 року — заступник завідувача Нижньогородського крайового відділу народної освіти.
З березня по листопад 1931 року — завідувач сектору культури Нижньогородського крайового комітету ВКП(б).
У листопаді 1931 — квітні 1934 року — заступник завідувача відділу кадрів Нижньогородського (Горьковського) крайового комітету ВКП(б).
У квітні 1934 — лютому 1935 року — заступник завідувача промислово-транспортного відділу Горьковського крайового комітету ВКП(б).
У лютому 1935 — листопаді 1937 року — заступник завідувача відділу радянської торгівлі Горьковського крайового комітету ВКП(б).
У листопаді 1937 — травні 1938 року — в.о. 1-го секретаря Марійського обласного комітету ВКП(б). Входив до складу особливої трійки, створеної за наказом НКВС СРСР від 30 липня 1937 року, брав активну участь у сталінських репресіях.
У травні 1938 року був у розпорядженні Горьковського обласного комітету ВКП(б).
11 травня 1938 року заарештований органами НКВС. 20 серпня 1938 року внесений до «Список осіб, які підлягають суду військової колегії Верховного суду СРСР від 20 серпня 1938». Засуджений до страти 28 серпня 1938 року. Звинувачувався за статтями 58-2, 58-7, 58-8, 58-11 КК РРФСР. Розстріляний в день винесення вироку на полігоні Комунарка біля Москви.
Реабілітований 28 квітня 1956 року ВКВС СРСР за відсутністю складу злочину. Відновлений в КПРС постановою бюро Марійського обкому партії 3 серпня 1957 року.